# Phrynobatrachus liberiensis
Phrynobatrachus liberiensis es una especie  de anfibios de la familia Ranidae.

## Distribución geográfica
Se encuentra en Costa de Marfil, Ghana, Guinea, Liberia y Sierra Leona.  

## Estado de conservación
Se encuentra amenazada de extinción por la pérdida de su hábitat natural.